# Port lotniczy Kinszasa
Port lotniczy Kinszasa (IATA: FIH, ICAO: FZAA) – międzynarodowy port lotniczy położony w pobliżu Kinszasy. Jest największym portem lotniczym w Demokratycznej Republice Konga. W 2004 obsłużył 516 tys. pasażerów.
Było to alternatywne lądowisko dla promów kosmicznych NASA.
Lotnisko ma przejść gruntowny remont i modernizację, aby zmodernizować ponad 50-letnie budynki i urządzenia. Lotnisko nadal korzysta z infrastruktury zbudowanej przez Belgów w epoce kolonialnej. Lotnisko oferuje bezprzewodowy dostęp do internetu.

## Linie lotnicze i połączenia
| Linia Lotnicza                 | Kierunek |
| ------------------------------ | --- |
| Air Côte d'Ivoire              | 1. Abidżan 2. Johannesburg 3. Libreville                                                                              |
| Air France                     | 1. Paryż-Charles de Gaulle                                                                                            |
| Air Kasaï                      | 1. Gemena 2. Kananga 3. Mbandaka 4. Mbuji-Mayi                                                                        |
| Asky Airlines                  | 1. Brazzaville 2. Libreville 3. Lomé                                                                                  |
| Brussels Airlines              | 1. Bruksela |
| Compagnie Africaine d'Aviation | 1. Boende 2. Goma 3. Kananga 4. Kindu 5. Kisangani 6. Lodja 7. Lubumbashi 8. Mbandaka 9. Mbuji-Mayi                   |
| Congo Airways                  | 1. Douala 2. Goma 3. Johannesburg 4. Kananga 5. Kindu 6. Kisangani 7. Lubumbashi 8. Mbandaka 9. Mbuji-Mayi 10. Muanda |
| EgyptAir                       | 1. Kair |
| Ethiopian Airlines             | 1. Addis Abeba |
| Kenya Airways                  | 1. Nairobi |
| Qatar Airways                  | 1. Doha (od 1 czerwca 2024)                                                                                           |
| Royal Air Maroc                | 1. Casablanca |
| RwandAir                       | 1. Kigali 2. Libreville                                                                                               |
| South African Airways          | 1. Johannesburg |
| TAAG Angola Airlines           | 1. Luanda |
| Turkish Airlines               | 1. Stambuł |
| Uganda Airlines                | 1. Entebbe |

## Katastrofy lotnicze
4 października 2007 samolot transportowy An-26 z rosyjską załogą rozbił się przy starcie z lotniska, a następnie eksplodował na terenie pobliskiego bazaru. Ogień przeniósł się też na kilka sąsiednich domów. Samolot należał do linii lotniczych Africa One.